# 자살에 대한 기독교의 관점
기독교의 자살에 대한 관점(Christian views on suicide)은 초대 기독교에서부터 현대까지 자살에 대한 기독교 내부에서의 논의를 다룬다.

## 죄 여부에 대한 분류

### 자살은 죄가 아니라는 관점

#### 책임감이 줄어든 경우
자살이 죄가 아닌 이유가 자살을 한 자가 피해자로 보는 경우다. 자살자가 정상이 아니거나 귀신에 사로잡혔다는 등의 이성적인 판단을 할 수 없는 경우가 이에 해당된다. 마르틴 루터의 의견이 이에 해당한다. 그는 자살자가 마귀의 힘에 의해 지배당했다고 생각했다.
이것은 자살을 한 것의 책임이 자살자에게 있지 않다고 본다. 즉, 우울증환자가 자살을 한 경우 우울증에게 원인이 있다고 보는 것이다.

#### 성경이 침묵한다
죄가 아니라는 이유를 성경에서 찾는 경우다. 즉, 성경에 나온 자살을 한자들 즉, 아비멜렉, 삼손, 사울왕, 아히도벨등의 자살에 대해 불명예를 주지 않았다는 점이다. 오히려 삼손과 아히도벨은 그들의 가족 묘에 장사되었다. 그것은 사울의 행동에 전혀 문제가 없었음을 의미한다는 것이다.
그리고 그것은 십계명의 제 6계명과 상관이 없다는 것을 의미한다.

#### 초대 교부들이 침묵하였다.
초기 교회에서 자살에 대하여 부정적인 언급이 없다는 것이다. 제롬과 베드는 그리스도도 자살을 했다고 주장을 한다. 그리스도의 예를 통해서 보듯이 죽음에 대한 열의는 그 당시에 치욕적이었다. 모든 종류의 자발적 죽음은 구원의 확신을 가져오는 것으로 생각되었다. 그들은 자살을 정죄하지 않았다.

#### 존 돈을 인용한다.
존 돈은 17세기의 성공회 신부다. 17세기에는 이미 자살이 중범죄에 해당했었지만, 존 돈은 자살이 정당한 경우를 세 가지로 들었다.
- 하나님께서 나에게 주신 고귀한 영혼을 배신하는 극심한 경우.
- 연약한 그리스도인의 믿음을 성장시킬 때, 하나님께서 영광을 받지 못할 경우
- 삼손이 하나님께 구하고 이를 하나님께서 허락하신 경우
- 성경에 나온 선한 목자가 자신의 양을 위해 목숨을 바치는 경우

### 죄라는 관점

#### 성경이 침묵한다는 것이 자살을 인정하는 의미가 아니다.
19세기의 윈슬로는 성경이 침묵을 한다고 하여 꼭 그것이 죄가 아님을 의미하는 것이 아니다라고 주장하였다. 왜냐하면, 자살은 자명하게 가혹한 행위이기 때문이다. 디트리히 본회퍼도 같은 의견이었다.

#### 십계명의 제6계명에서 살인은 죄라고 말한다.
아우구스티누스는 십계명에서 자살을 반대한다라고 주장하였다. 그는 그리스도가 한번도 추천한 적이 없으며, 그리스도인은 어떤 역경이 와도 하나님을 믿고 믿음의 삶을 영위해 나가야 한다고 주장하였다.

#### 인생의 성스러움 때문에 살인은 죄다.
장 칼뱅은 하나님만이 인생을 가져갈 수 있는 권한이 있다고 주장하였다. 자살은 자기보존에 반대되며, 모든 사람은 사탄의 사로잡힘을 저항할 수 있다. 체스터톤은 살인이 인생을 부정하기 때문에 죄다라고 주장하였다.

#### 자살은 사람이 믿음이 없다는 것을 의미한다.
본회퍼는 자살이 믿음이 없음을 증명한다고 주장하였다.

## 자살의 용서여부

### 용서받을 수 있는 죄로 보는 관점

#### 로마 가톨릭교회
가톨릭교회는 고전적인 견해 즉, 자살이 용서 받을 수 없는 죄라는 주장을 버리고, 심리적 불안과 걱정등이 자살의 원인이다라는 주장을 하였다.

#### 자살은 다른 죄와 같이 용서가능하다.
자살이 다른 어떤 죄와 동일하게 취급하는 것이다.

#### 자살도 회개하면 용서 가능하다.
자살행위가 있기 전에 회개를 미리 했다면 자살도 용서가 된다는 주장이다.

#### 모든 사람은 회개하지 않은 죄를 가지고 죽는다.
하나님과의 언약은 자살의 죄를 능가한다. 즉, 하나님의 그의 자녀에 대한 인애는 어떤 죄도 용서할 수 있다라는 주장이다.

#### 성도의 견인교리
칼빈주의에서 성도의 견인교리는 하나님의 구원의 안전이 보장된다는 것이다.

### 자살이 용서받을 수 없는 죄로 보는 관점
이들은 자살이 성령훼방죄로 용서 받을 수 없다고 주장한다. 이것은 웨슬리안 감리교의 주장이다.